# Valeamare
Valeamare románul: Valea Mare de Criș, falu Romániában, Erdélyben, Hunyad megyében.

## Fekvése
Körösbányától északnyugatra fekvő település.

## Története
Valeamare, Patakfalva nevét 1449-ben említette először oklevél Vallya néven.
1464-ben Walyafalva, 1525-ben Walye mayr, 1808-ban vicus Vallye-máre  Tyulesd határában, 1854-ben Patakfalva, Valea Mare, 1888-ban Valemáre  (Valiamare, Valyemare), 1913-ban Valeamare néven írták.
Valeamare egykor Zaránd vármegyéhez, a trianoni békeszerződés előtt pedig Hunyad vármegye Körösbányai járásához tartozott.
1910-ben 107 görög keleti ortodox román lakosa volt.